# Ratpenat del bambú
Els ratpenats del bambú (Tylonycteris) són un gènere de ratpenats de la família dels vespertiliònids.

## Hàbitat i distribució geogràfica
Es troba a Àsia: l'Índia, Bangladesh, Myanmar, Tailàndia, Cambodja, Laos, el Vietnam, la Xina (incloent-hi Hong Kong), Malàisia, Singapur, Indonèsia, Brunei, Timor Oriental i les illes Filipines.

## Taxonomia
- T. fulvida
- T. malayana
- Ratpenat del bambú petit (Tylonycteris pachypus)
  - Tylonycteris pachypus aurex (Thomas, 1915)
  - Tylonycteris pachypus bhaktii (Oei, 1960)
  - Tylonycteris pachypus meyeri (Peters, 1872)
  - Tylonycteris pachypus pachypus (Temminck, 1840)
- Ratpenat del bambú pigmeu (Tylonycteris pygmaeus)
- Ratpenat del bambú gros (Tylonycteris robustula)
  - Tylonycteris robustula robustula (Thomas, 1915)[11][12]
- T. tonkinensis

## Estat de conservació
Tylonycteris pachypus i Tylonycteris robustula apareixen a la Llista Vermella de la UICN a causa de la desforestació, la conversió de terres de bosc en camps de conreu i la pertorbació dels seus dormidors pels éssers humans.